# Panos Charalambous
Panos Charalambous (griechisch Πάνος Χαραλάμπους, * 1956 in Akarnanien, Ätolien-Akarnanien) ist ein griechischer Maler, Konzept-, Installations-, Klang- und Performancekünstler.

## Leben und Werk
Panos Charalambous stammte aus einer Familie von Tabakbauern. Er studierte ab 1981 Soziologie an der Universität in Athen und anschließend von 1983 bis 1988 an der Hochschule der Bildenden Künste Athen (ASFA), wo er ein Schüler von Nikos Kessanlis war. 1992 begann er an der ASFA zu lehren, ab 2002 als Professor für Malerei. Seit 2014 ist Panos Charalambous Dekan an der ASFA.
Charalambous widmet sich in seinen Werken vorwiegend den drei Themengebieten Tabak, Fischerei und Volkstanz. 1987 begann er, Bilder und Installationen zu schaffen, die sich mit der Tabakpflanze und der Geschichte der Tabakproduktion in Griechenland beschäftigen. Von 1990 bis 1995 schuf er eine Reihe von Installationen, die sich der Fischerei an dem See Amvrakia in seiner Heimat Ätolien-Akarnanien auseinandersetzen und in denen er von Fischern verwendete Werkzeuge mit anderen Materialien zusammenführt. Zu diesem Themenkomplex gehört auch ein fotografisches Selbstbildnis, das Charalambous mit Fischen in den Händen am See zeigt. Seine Arbeiten zu dem Thema griechischer Tanz, dem er sich seit Ende der 1990er Jahre widmet, beinhalten ebenfalls Selbstzeugnisse, wie selbst erstellte Videos und Fotos, die unter anderem Charalambous als Volkstänzer zeigen. Im Mittelpunkt seines künstlerischen Schaffens steht die Suche nach der griechischen Identität zwischen Tradition und moderner Gegenwart.
Auf der documenta 14 kamen Flatus Vocis (2017), ein Audio-Happening, sowie Voice-o-Graph (2017), eine Performance und Installation  zur Aufführung. Panos Charalambous, Eva Stefani und Zafos Xagoraris bespielen 2019 den Griechischen Pavillon auf der Biennale di Venezia.